# Paracentromedon crenulatus
Paracentromedon crenulatus is een vlokreeftensoort uit de familie van de Lysianassidae. De wetenschappelijke naam van de soort is voor het eerst geldig gepubliceerd in 1900 door Chevreux.